# لورنزو بيرنوكسي
لورنزو بيرنوكسي (بالإيطالية: Lorenzo Bernucci)‏ مواليد 15 سبتمبر 1979 في إيطاليا، هو دراج إيطالي في صنف سباق الدراجات على الطريق.

## سجل النتائج

### سباقات أو مراحل فاز بها
- طواف فرنسا

## روابط خارجية
- لورنزو بيرنوكسي على موقع الاتحاد الدولي للدراجات (الإنجليزية)
- لورنزو بيرنوكسي على موقع أرشيف الدراجات (الإنجليزية)
- لورنزو بيرنوكسي على موقع إحصائيات الدراجات الإحترافية (الإنجليزية)
- لورنزو بيرنوكسي على موقع نسبة الدراجات (الإنجليزية)
- لورنزو بيرنوكسي على موقع CycleBase (الإنجليزية)